# Suiza en los Juegos Olímpicos de Nagano 1998
Suiza estuvo representada en los Juegos Olímpicos de Nagano 1998 por un total de 69 deportistas que compitieron en 12 deportes.  
El portador de la bandera en la ceremonia de apertura fue el biatleta Guido Acklin.

## Medallistas
El equipo olímpico suizo obtuvo las siguientes medallas:
| Nombre                                                                       | Deporte          | Competición       |
| ---------------------------------------------------------------------------- | ---------------- | ----------------- |
| Oro                                                                          |                  |                   |
| Daniel Müller Diego Perren Dominic Andres Patrick Hürlimann Patrik Lörtscher | Curling          | Equipo M          |
| Gian Simmen                                                                  | Snowboard        | Halfpipe M        |
| Plata                                                                        |                  |                   |
| Marcel Rohner Markus Nüssli Markus Wasser Beat Seitz                         | Bobsleigh        | Cuádruple M       |
| Didier Cuche                                                                 | Esquí alpino     | Supergigante M    |
| Bronce                                                                       |                  |                   |
| Colette Brand                                                                | Esquí acrobático | Salto aéreo F     |
| Michael von Grünigen                                                         | Esquí alpino     | Eslalon gigante M |
| Ueli Kestenholz                                                              | Snowboard        | Eslalon gigante M |